# 티넥 아머리
티넥 아머리(영어: Teaneck Armory)은 미국 뉴저지주 티넥에 위치한 실내 경기장이다. 과거 ABA 뉴저지 아메리칸스의 홈 경기장으로 사용되었다.